# Treibhaus Luzern

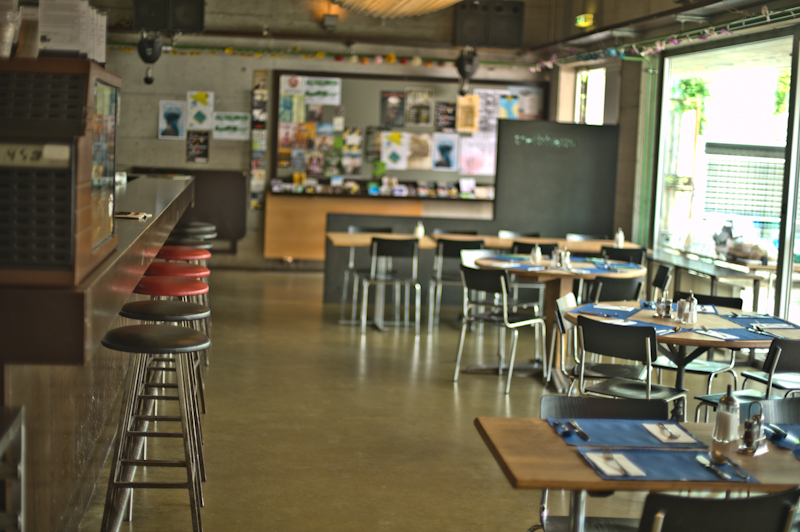
Das Restaurant im Luzerner Jugendkulturhaus Treibhaus.

Das Treibhaus Luzern ist das Jugendkulturhaus der Stadt Luzern. Als Teil des gesamtstädtischen Angebotes für Jugendliche und junge Erwachsene bietet es diesen seit seiner Eröffnung am 1. Mai 2004 verschiedene Möglichkeiten zur Mitgestaltung des Kulturlebens. Es befindet sich am Spelteriniweg 4, zwischen dem Hauptsitz und Depot der Verkehrsbetriebe Luzern sowie dem Fussballstadion des FC Kickers Luzern. Gleich daneben befindet sich der Theater Pavillon der Luzerner Spielleute.

## Angebot und Konzept

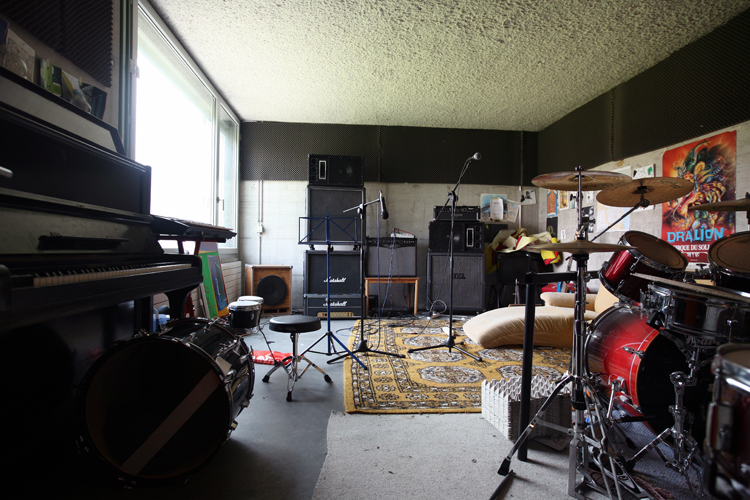
Der Projektraum im Luzerner Jugendkulturhaus Treibhaus

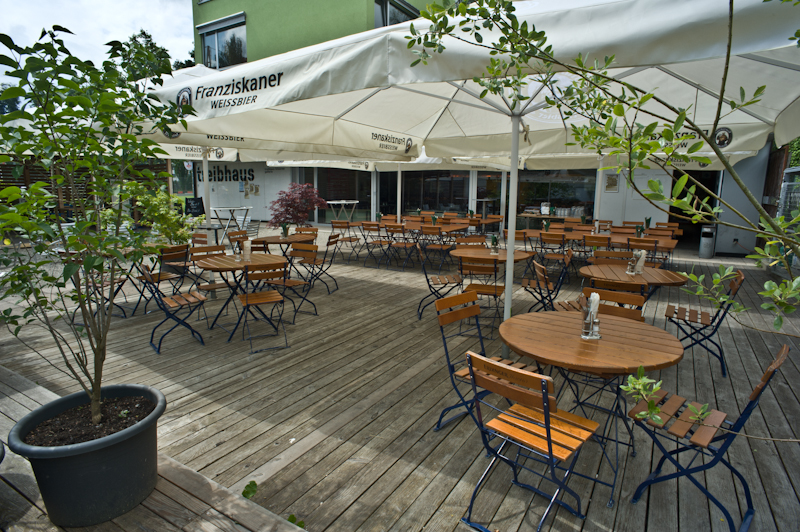
Der Aussenbereich im Luzerner Jugendkulturhaus Treibhaus

Das Treibhaus richtet sich als soziokultureller Treffpunkt an Jugendliche und junge Erwachsene zwischen 16 und 25 Jahren, die sich am jugendkulturellen Leben der Stadt Luzern beteiligen wollen. Es bietet ein von Aktivisten geplantes und organisiertes Veranstaltungsprogramm, einen Restaurationsbetrieb, Ateliers und Proberäume. Nebst der Beteiligung von Jugendlichen im Programmbetrieb und in Projekten bietet auch das hauseigene Restaurant Mitgestaltungsmöglichkeiten und einen Ort ohne Konsumationszwang. Zusätzlich werden Räume und Infrastruktur vermietet. Der Betrieb ist der Stadt Luzern und dem Bereich Kinder Jugend Familie, Freizeit- und Quartierarbeit angegliedert.

## Jugendkultur in Luzern
Im Umfeld einer politisch bewegten Zeit wurde 1978 in einem ehemaligen Zivilschutzgebäude der Jugend- und Freizeitraum Wärchhof (Luzerner Dialekt für „Werkhof“) eröffnet, der vom Verein Jugend und Freizeit über einen Leistungsauftrag von der Stadt Luzern geführt wurde. Der Trägerverein löste sich 2001 auf, der Wärchhof musste dann 2003 einer Wohnüberbauung weichen. Ebenfalls 2001 beschloss der Stadtrat aber, den Betrieb eines zentralen Jugendkulturhauses zu übernehmen, das Luzerner Stadtparlament beschloss ein Jahr später den Neubau. Das Treibhaus wurde dann von April 2003 bis April 2004 im Tribschenquartier gebaut und am 1. Mai 2004 eröffnet.